# Software and Information Industry Association
 (avril 2015).
Si vous disposez d'ouvrages ou d'articles de référence ou si vous connaissez des sites web de qualité traitant du thème abordé ici, merci de compléter l'article en donnant les références utiles à sa vérifiabilité et en les liant à la section « Notes et références ».
La Software & Information Industry Association (ou SIIA) est une association de l'industrie du logiciel aux États-Unis. Elle sert de lobby auprès des politiciens et réalise des sondages et recherches. L'association organise également des conférences, durant lesquelles elle décerne les Codie awards.

## Histoire
La Software Publishers Association (SPA) est créée en 1984 par Ken Wasch. 
En 1999, l'association est fusionnée avec l'Information Industry Association (IIA) pour former l'organisation actuelle.